# 森崎りりな
森崎 りりな（もりさき りりな、2000年〈平成12年〉5月12日 - ）は日本のアイドル、女優。長野県出身。旧名義は森崎 りな。

## 略歴
- 2016年9月4日に代々木アニメーション学院がプロデュースするアイドルグループ「YOANI1年C組」メンバーとしてデビュー。2019年6月29日まで活動[要出典]。担当カラーは水色[1]。
- アイドルグループ「MISS ME」メンバー（2019年9月6日 - 2020年3月31日）
- アイドルグループ「Bety」メンバー（2021年12月1日 - 2022年6月14日）
- アイドルグループ「星合いのライラック」のメンバー、担当カラーは緑、名義を「森崎りな」から「森崎りりな」に変更（2024年3月17日 - 2025年6月6日)

## 人物
- 好きな食べ物：炭水化物
- 好きな動物：牛
- 好きなキャラクター：ミッフィー（ディック・ブルーナ）
- 書道は師範の腕前
- 特技は編み物、セルフネイル
- ステージ、ライブが大好き
- 愛称は「りりちゃん」「もりりん」「りりさん」「森崎プロ」

## 出演

### 舞台
- 舞台「星の王女さま」（2018年4月6日 - 15日、東京 天王洲 銀河劇場・4月26日 - 28日、愛知 春日井市民会館）- ポッポ役
- 夏の終わりのリーディング文学〜江戸川乱歩編〜（2020年9月3日 - 7日、R'sアートコート（労音大久保会館））
- 秋の終わりのリーディング文学〜芥川竜之介編〜（2020年12月8日 - 13日、池袋シアターグリーンBIG TREE THEATER）
- 時空警察シグレイダー～エトランジェ～（2021年1月16日 - 1月24日、池袋シアターグリーンBIG TREE THEATER） - マリー・キュリー 役
- 朝の朗読劇『帰れないふたり』(2021年7月15日 - 25日、πTOKYO（赤坂）)
- πTOKYO プロデュース 二人芝居「DUO」Third 公演 (2021年8月19日 - 22日、πTOKYO（赤坂）)
- 「土のバッキャロー!!」～山形の風土で育まれたワインと人の恋物語～ （2021年10月6日 - 12日、シアターグリーンBIG TREE THEATER）[2] - 戸村桜 役
- 舞台「うどん」（2021年11月20日 - 24日、高田馬場 ラビネスト）[3] - 上木幸 役
- 「雫のバッキャロー!!」～山梨と山形で、ワインに人生を掛けた家族たちの物語～ （2022年5月11日 - 17日、シアターグリーンBIG TREE THEATER）[4] - 戸村桜 役
- ACTI☆N！カフェ劇Vol.1「あの日、あの時。」（2022年7月10日、兎亭）　-なぎさ役（声の出演のみ）
- ROUND TREEプロデュース公演　Xmas fool（2022年12月7日 - 11日、千本桜ホール）[5] - サツキ 役

### YouTube
- 【見てろ！俺はキャンパーだ！】ショートムービー「冬キャンプ」- 5min Movie[6]（2023年9月1日公開）

### ドラマ
- ドラマ『取り立て屋ハニーズ』第5話・第6話、春田結奈 役（2021年4月23日・30日、ひかりTVチャンネル・dTVチャンネル）
- 奇跡体験！アンビリバボー サバ缶を宇宙に飛ばした高校生2時間SP[7]（2023年3月30日、フジテレビ）

### モデル
- 雑誌「PECHE（ペシェ）」007
- webマガジン orphotograph
  - 「SIGMA fp Lをポートレートシーンで試す」[8]
  - 「LUMIX S5 SHOOTING REPORT〜NEW PHOTO STYLE〜」[9]
  - 「FUJIFILM XF33mm F1.4 R LM WR SHOOTING REPORT」[10]
  - 「Nikon NIKKOR Z 17-28mm f/2.8 SHOOTING REPORT」[11]

### 映画
- 映画「恋するふたり」 ベース ホリ役（2019年公開）
- 映画「N号棟」 （2022年公開）
- 映画「野球ユーチューバー有矢」 うさぎ役（2023年10月27日より順次公開）[12]
- 映画「静かなるドン2」（前編2024年9月13日公開、後編2024年9月27日公開）

### TVCM
- ネオス株式会社 Nintendo Switchソフト「いっしょにあそぼ～♪コウペンちゃん」PV[13]
- 公益社団法人 岩手県トラック協会　ヒデ教授の物流研究ゼミ[14]

### MV
- 有馬爽人（Sayato Arima）「'colorless'」
- Cat Pajama「ホウキボシ (Official Video)」[15]